# José Toribio Medina
José Toribio Medina Zavala (Santiago del Cile, 21 ottobre 1852 – Santiago del Cile, 11 dicembre 1930) è stato un bibliografo e storiografo cileno.

## Biografia
José Medina, era il figlio di José del Pilar Medina y Valderrama (avvocato e giudice) e di Mariana Zavala Almeida. Ha vissuto la sua giovinezza a Santiago, Talca e Valparaíso. Ha studiato diritto Università del Cile a Santiago dove si è laureato nel 1873. Nel 1875 si trasferì in Perù. A Lima, che dal 1542 al 1818 era stata la capitale del vicereame del Perù, cui allora apparteneva anche l'attuale Cile, i ricchi archivi del periodo coloniale attirarono i suoi interessi. Ha iniziato dapprima a rintracciare libri e documenti storici di cui faceva copie. Da altri cinque viaggi in diversi paesi, ha portato una gran quantità di materiale sul Cile, che ha pubblicato come editore. Solo negli archivi spagnoli è riuscito a recuperare 17.799 pagine ed elenchi.
Nel 1925 ha lasciato alla biblioteca nazionale la sua vasta opera, importante per la ricerca nella storia cilena. La biblioteca gli ha intitolato una delle sale.
Nel 1926 è stato premiato con la Archer M. Huntington Medal.